# 포항영흥초등학교
포항영흥초등학교는 대한민국 경상북도 포항시 북구 죽도동에 위치한 공립 초등학교이다.

## 연혁
- 1911년 11월 1일 포항교회 사설학급 개설(2학급 편성)
- 1913년 3월 28일 영흥국민학교(사립)(4년제) 설립 인가
- 1936년 3월 31일 설립자 변경 인가(김용주)
- 1946년 11월 7일 포항영흥국민학교(공립)로 개칭(사립 영흥교 제29회 졸업생 배출)
- 1985년 9월 1일 병설 유치원 1개반 편성
- 1995년 3월 16일 학교 급식 실시
- 1996년 3월 1일 포항영흥초등학교로 개칭
- 2010년 12월 24일 다목적 강당 '해마루관' 개관
- 2015년 12월 25일 포항영흥초등학교 개축교사 준공
- 2016년 9월 29일 샘물도서관 및 과학실 개관식
- 2017년 11월 30일 Wee클래스 구축
- 2024년 2월 8일 제107회 졸업(28)명 (졸업생수 20,545명)
- 2024년 3월 1일 9학급 편성(특수 2학급 포함)

## 참고 자료
- 포항영흥초등학교 - 한국교육학술정보원 학교알리미